# Isola Spratly
L'isola Spratly (in inglese Spratly Island, in vietnamita Đảo Trường Sa, in cinese 南威島T, 南威岛S, Nánwēi DǎoP) è un'isola del Mar Cinese Meridionale, parte dell'omonimo arcipelago. Contando solo la sua superficie "naturale" (ovvero senza tenere conto degli incrementi dovuti alle attività di sottrazione di terra dal mare), l'isola è la quarta per dimensione dell'arcipelago delle Spratly.
Controllata militarmente dal Vietnam e amministrata come parte della Provincia di Khanh Hoa, l'isola è ufficialmente rivendicata come parte del proprio territorio nazionale da Cina e Taiwan.

## Storia

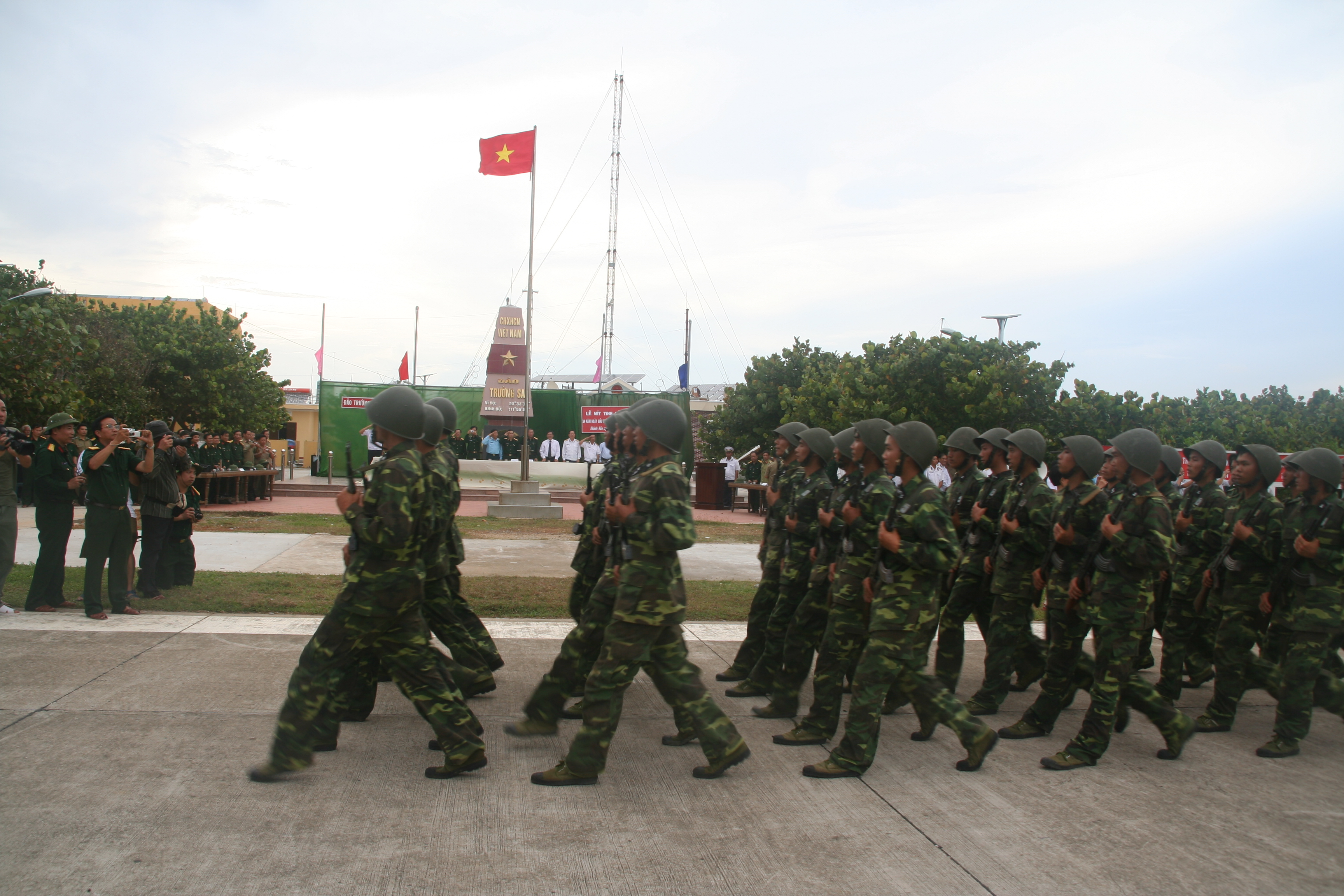
Parata di truppe vietnamite sull'isola di Spratly nel 2009

Scoperta e visitata in tempi antichi da navigatori, pescatori e mercanti cinesi, l'isola fu probabilmente avvistata dal navigatore spagnolo Andreas de Pessora nel 1606, la quale la nominò come Isla Santa Esmeralda Pequena; l'isola assunse poi il nome di "Spratly" dopo essere stata mappata, nel 1843, dal baleniere britannico Richard Spratly. Le varie dinastie imperiali cinesi rivendicarono più volte il possesso dell'isola e del resto dell'arcipelago delle Spratly, ma senza fare nulla di particolare per affermare in concreto la propria sovranità su di esse; nel dicembre 1933, infine, la Francia occupò l'arcipelago e proclamò la sua annessione alla colonia dell'Indocina francese, suscitando le proteste dell'allora Repubblica di Cina. L'arcipelago attirò tuttavia anche l'attenzione del Giappone, impegnato negli scontri della seconda guerra sino-giapponese: una presenza giapponese venne segnalata sull'isola di Spratly nel luglio 1937, e nel marzo 1939 l'intero arcipelago venne militarmente occupato e ufficialmente annesso ai possedimenti dell'Impero giapponese. L'occupazione giapponese rimase in essere fino alla fine della seconda guerra mondiale, al termine della quale le guarnigioni nipponiche furono ritirate; la Repubblica di Cina stabilì una presenza militare sull'isola di maggiori dimensioni dell'arcipelago, Taiping, ma pur rivendicandone ufficialmente il possesso lasciò le altre incustodite.
Dopo la rinuncia formale del Giappone al possesso dell'arcipelago nel 1951 con il trattato di San Francisco, sia il Vietnam che le Filippine iniziarono a rivendicarne ampie porzioni, scontrandosi con le pretese della Cina (sostenute tanto la nuova Repubblica Popolare Cinese quanto il vecchio governo nazionalista riparato a Taiwan). L'isola Spratly fu militarmente occupata da truppe della Repubblica del Vietnam (Vietnam del Sud) nei primi anni 1970 per impedire un'analoga mossa da parte della Cina; dopo il 1975 la guarnigione sudvietnamita fu rimpiazzata da truppe della nuova Repubblica Socialista del Vietnam unificata.

## Geografia

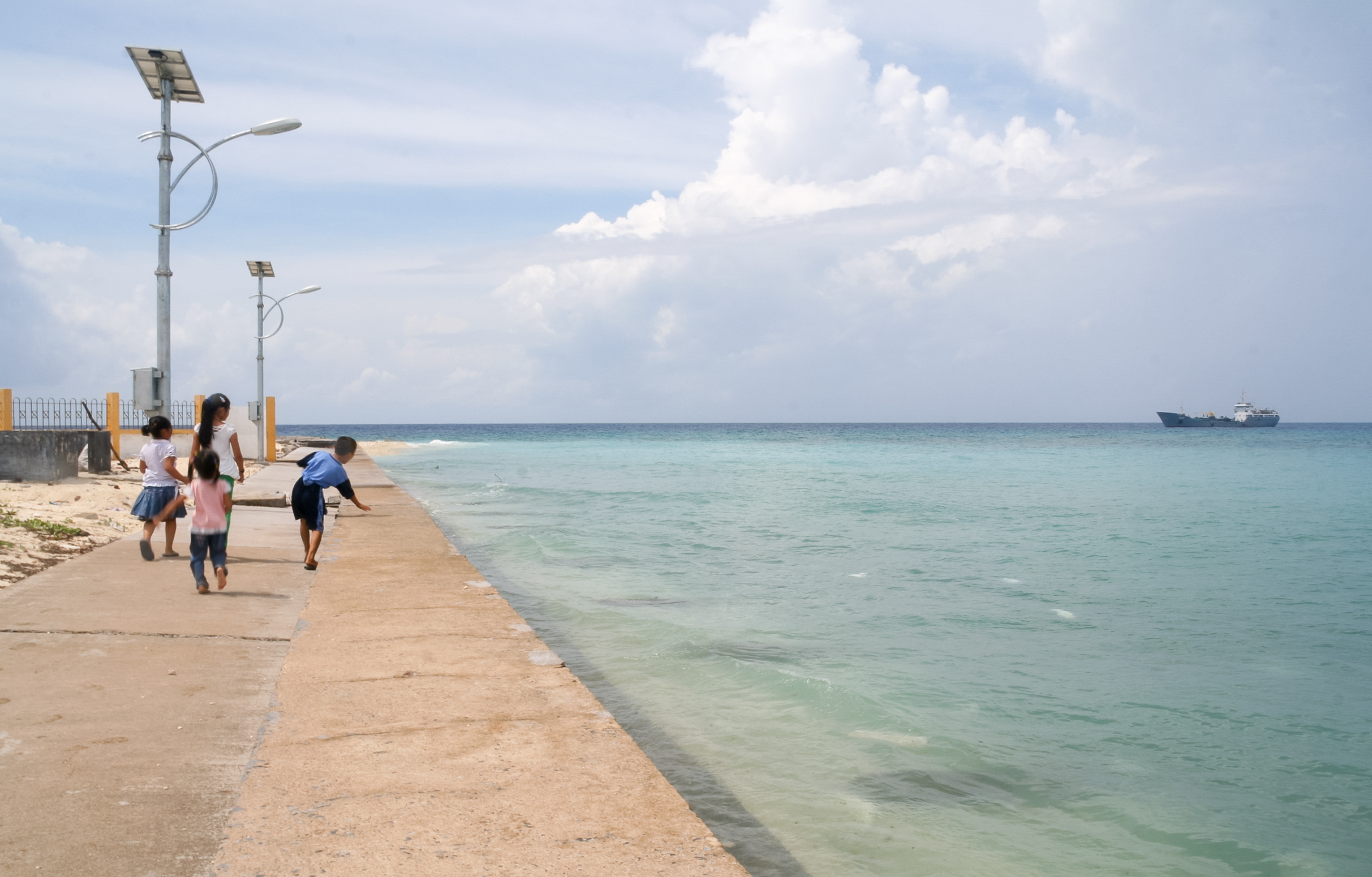
Una veduta del lungomare di Spratly

L'isola si trova nella zona centrale del Mar Cinese Meridionale e nella parte occidentale dell'arcipelago delle Spratly, a circa 236 miglia nautiche dalla costa orientale del Vietnam e a circa 270 miglia nautiche a nord-ovest del Borneo; le terre emerse più vicine sono due scogliere dell'arcipelago delle Spratly: lo Scoglio Ladd, circa 13 miglia nautiche a ovest, e lo Scoglio West, circa 19 miglia nautiche a nord-est.
L'isola rappresenta l'unica area stabilmente sopra il livello del mare di una più ampia piattaforma di basso fondale racchiusa da una barriera corallina, lunga 2,2 chilometri sul suo asse nordest-sudovest e quasi un chilometro lungo il suo asse nordovest-sudest, per una superficie complessiva di circa 2,09 chilometri quadrati. Il pendio della barriera corallina si estende per oltre un chilometro verso il mare sul lato settentrionale della piattaforma e per circa 370 metri sul lato sud-occidentale; la piattaforma si trova a circa 1,5 metri o anche meno sotto la superficie del mare, e si ritiene che ampie parti di essa emergano dall'acqua durante i periodi di bassa marea. La piattaforma corallina si estende per 130-160 metri verso il mare dai lati rivolti a sud-ovest e nord-ovest dell'isola di Spratly e per poco più di 50 metri dal lato rivolto a sud-est.
L'isola Spratly si trova nell'angolo sud-orientale della piattaforma. Prima dei lavori di ampliamento artificiale della sua superficie, l'isola aveva una forma vagamente ovale con un'estensione di 700 metri lungo il suo asse nordest-sudovest e 350 metri lungo l'asse ovest-est (secondo altre fonti, di 750 e 400 metri rispettivamente oppure di 450 e 275 metri), per una superficie stimata tra 0,13 e 0,16 chilometri quadrati; l'isola è fondamentalmente piatta, con un'altitudine massima sul livello del mare che non supera i 2,5 metri. Per effetto degli interventi di sottrazione di terra dal mare portati avanti dalle autorità vietnamite nel corso del 2016, che hanno visto l'aggiunta di ulteriori 0,15 chilometri quadrati alla sua superficie (in pratica raddoppiata rispetto all'esistente), l'isola ha assunto una forma più o meno triangolare. 

## Flora e fauna
Originariamente l'isola era densamente ricoperta (per il 41% della sua superficie ancora al 2013) di vegetazione, principalmente erba, cespugli e alberi bassi appartenenti a specie come Barringtonia asiatica, Ipomoea pes-caprae ed Heliotropium foertherianum, la cui crescita tuttavia è ostacolata dal clima duro; gli isolani vietnamiti hanno introdotto coltivazioni di alcune specie di banana, papaya e peperoncino, oltre ad alcune varietà di vegetali ed erbe. L'isola è visitata da varie specie di uccelli e possiede alcuni depositi di guano; gli isolani hanno introdotto anche centinaia di cani e volatili da allevamento come polli, anatre e oche.

## Popolazione
L'isola è il centro amministrativo del Distretto di Trường Sa, parte della Provincia di Khanh Hoa e che racchiude tutti i territori dell'arcipelago delle Spratly rivendicati e controllati dal Vietnam. Oltre alla guarnigione militare insediata su di essa, Spratly è una delle sole tre isole dell'arcipelago controllate dal Vietnam a disporre di una popolazione civile stanziale, che al censimento del 2009 ammontava a 82 persone.
Prima degli interventi di ampliamento artificiale del 2016, sull'isola erano state realizzate diverse strutture (circa 35 edifici di grosse dimensioni e 20 strutture più piccole al 2013), protette dalla violenza del mare da un muro di contenimento lungo 1,6 chilometri costruito tutto a torno alla costa; sull'isola erano stati realizzati anche una pista di aviazione lunga 550 metri e un molo lungo 70 metri con un pontile esteso oltre il bordo della barriera corallina lungo la costa rivolta a sud-est. Dopo gli interventi di ampliamento del 2016, la lunghezza della pista di aviazione è stata portata a circa 1200 metri e sono state aggiunte diverse strutture di supporto alle attività aeree e militari, mentre sul lato della costa rivolto a nord-ovest è stato realizzato un vasto porto protetto da un lungo frangiflutti.